# Loi de Breit et Wigner
Le modèle de Breit et Wigner est un modèle permettant de décrire les sections efficaces résonnantes de l'interaction entre un neutron incident et un noyau atomique. Il est basé sur le formalisme de la mécanique quantique et sur le modèle du noyau composé. 
Ce modèle a été proposé par Gregory Breit et Eugène Wigner. Il permet de connaitre les valeurs de sections efficace pour des énergies au voisinage de l'énergie de résonance.

## Base théorique

### Modèle du noyau composé
Les réactions du modèle de Breit et Wigner sont décrites par le modèle du noyau composé. Ce modèle décrit l'interaction entre un neutron incident et un noyau cible.
On distingue trois étapes successives :
1. la voie d'entrée : le neutron incident intègre le noyau-cible, en apportant de l'énergie (énergie cinétique du neutron plus énergie de liaison). Cette étape dure environ 10-22 secondes. Le noyau nouvellement crée est excité, instable et est appelé noyau composé.
2. l'étape de vie du noyau composé : elle dure environ 10-14 secondes. Ce temps est suffisamment long par rapport au temps de formation de la liaison entre le neutron et le noyau-cible pour que des transferts d'énergie interne au noyau composé aient lieu. La voie de sortie est alors indépendante de la voie d'entrée.
3. la voie de sortie : le noyau excité se désintègre en un noyau plus stable par un processus radioactif (diffusion potentielle, diffusion résonnante, capture radiative, fission etc.). Ces processus sont en compétitions les uns avec les autres[2].

### Dualité onde-corpuscule et longueur d'onde de Broglie
Le neutron étant une particule microscopique, il possède des aspects corpusculaires et ondulatoires. La longueur d'onde associée au neutron est appelée longueur d'onde de De Broglie. On la note :
{\displaystyle \lambda ={\frac {h}{mv}}={\frac {2,86\times 10^{-9}}{\sqrt {E}}}}
Avec :
- λ, la longueur d'onde de De Broglie, en cm
- h, la constante de Planck
- m, la masse du neutron
- v, la vitesse du neutron
- E, l'énergie cinétique du neutron, en eV

Pour des neutrons thermiques (E=0,025 eV), cette longueur est de l'ordre de l’angström soit la taille d'un atome. 
Pour des neutrons rapides (E=1 MeV), cette longueur est de 10-14 m soit de l'ordre de grandeur des noyaux lourds.
Il résulte que d'une façon générale, les sections efficaces pour les neutrons lents sont plus grandes que pour des neutrons rapides.

### Facteur statistique & Nombre quantique
On introduit le facteur statistique g, qui permet de tenir compte du spin des neutrons et de certains noyaux. Il est défini à partir du spin du neutron s, du spin du noyau l et du spin du noyau composé J. On note :
{\displaystyle g={\frac {2J+1}{(2s+1)(2l+1)}}}
On peut réécrire g en fonction de la valeur de l :
- si l est nul, on a : {\displaystyle g=1}
- si l est non-nul, on a : {\displaystyle g={\frac {l+1}{2l+1}}}ou {\displaystyle g={\frac {l}{2l+1}}}[3]

### Largeurs partielles
En fonction de la voie de sortie du noyau composé que l'on note i, on associe une largeur partielle {\displaystyle \Gamma _{i}}. Le rapport de cette largeur partielle sur la largeur de la résonance {\displaystyle \Gamma ={\frac {\hbar }{\tau }}}, définit la probabilité pour le noyau composé de se désintégrer selon cette voie de sortie.

## Énoncé

### Section efficace d’absorption
On note la section efficace d’absorption :
{\displaystyle \sigma _{i}(E)={\frac {\lambda ^{2}}{4\pi }}g{\frac {\Gamma _{n}\Gamma _{i}}{(E-E_{0})^{2}+\Gamma ^{2}/4}}}
On note :
- λ, la longueur d'onde de De Broglie, en cm.
- g, le facteur statistique.
- Γ, la largeur de la résonance, en eV. Γ est lié à la durée de vie τ du noyau composé par la formule : {\displaystyle \Gamma ={\frac {\hbar }{\tau }}}.
- Γi et Γn, les largeurs partielles, en eV.
- E0, l'énergie du pic de la résonance, en eV.

L'indice i est remplacé par γ lors d'une capture radiative, f dans le cas d'une fission, etc.

### Section efficace de diffusion
Il s'agit de l'interférence d'une réaction d’absorption d'un neutron, dont la voie de sortie est l'émission d'un neutron, et de la diffusion potentielle :
{\displaystyle \sigma _{s}(E)={\frac {\lambda ^{2}}{4\pi }}g{\frac {\Gamma _{n}^{2}}{(E-E_{0})^{2}+\Gamma ^{2}/4}}+2{\sqrt {{\frac {\lambda ^{2}}{4\pi }}gp}}{\frac {\Gamma _{n}(E-E_{0})}{(E-E_{0})^{2}+\Gamma ^{2}/4}}+p}
On introduit p, la section efficace de diffusion potentielle.

### Section efficace totale
On définit la section efficace totale :
{\displaystyle \sigma (E)={\frac {\lambda ^{2}}{4\pi }}g{\frac {\Gamma _{n}\Gamma }{(E-E_{0})^{2}+\Gamma ^{2}/4}}+2{\sqrt {{\frac {\lambda ^{2}}{4\pi }}gp}}{\frac {\Gamma _{n}(E-E_{0})}{(E-E_{0})^{2}+\Gamma ^{2}/4}}+p}